# Салімов Роман Рафекович
Роман Рафекович Салі́мов (рос. Роман Рафекович Салимов; нар. 24 березня 1995, Новий Розділ, Львівська область, Україна) — російський футболіст, півзахисник білоруської «Білшини».

## Життєпис
Юнацьку кар'єру розпочинав у ФК «Супутник» (Зеленоград). Кращий бомбардир сезону вищої ліги першості Москви 2007 року (37 голів). Найкращий бомбардир сезону вищої ліги першості Москви 2008 (25 голів). У листопаді 2008 року перейшов у клуб «Хімки». У листопаді 2009 року викликався на навчально-тренувальний збір юнацької збірної Росії 1995 року народження (Сочі, тренер Андрій Талалаєв).
У 2010 році — бронзовий призер Першості Росії з футболу серед юнацьких команд МРО (міжрегіональних об'єднань федерацій футболу) 1995 року народження (Кримськ) у складі збірної команди Московської області. У 2011 році переходить у московський «Спартак» та продовжує виступи в юнацькій команді 1995 року народження. У лютому 2011 року викликається на навчально-тренувальний збір юнацької збірної Росії 1995 року народження (Туреччина).
У 2011 році в складі збірної Москви стає переможцем Першості Росії серед команд МРО, будучи капітаном команди, чемпіоном Першості Росії серед юнацьких команд професіональних футбольних клубів Прем'єр-ліги та ФНЛ (гравці 1994 року народження), переможцем V літньої Спартакіади учнів в складі збірної Москви (Кримськ).
Роман Салімов розпочав професіональну кар'єру в 2013 році в краснодарській «Кубані». По ходу сезону виходив у кубковому матчі проти рязанської «Зірки», двічі викликався Дмитром Ульяновим в юнацьку збірну Росії 1995 року народження.
Не зумівши пробитися в основу краснодарського клубу, в 2014 році підписав контракт з тульським «Арсеналом», де, як і в «Кубані», був гравцем молодіжної команди, за яку провів у сезоні 2014/15 років 27 матчів, в яких відзначився 9 голами та віддав 7 гольових передач. У Прем'єр-лізі в складі «Арсеналу» дебютував 21 березня 2015 року, коли Дмитро Аленічев на знак протесту проти перенесення гри в Москву виставив дублюючий склад проти ЦСКА. Матч закінчився з рахунком 4:1 на користь армійців.
1 липня 2015 року вільним агентом перейшов у нижньокамський «Нафтохімік». 20 липня 2015 року в дебютному матчі проти ульяновської «Волги» (2:0) відзначився голом та результативною передачею.
31 серпня 2016 року став гравцем футбольного клубу «Орел». Потім грав за аматорський «Зеленоград». З 2017 по 2019 рік захищав кольори «Луки-Енергії».
У 2019 року виїхав до Білорусі, де підсилив клуб першолігову «Білшину», який того ж сезону став переможцем турніру. Починаючи з 2020 року виступає разом з бобруйським клубом у Вищій лізі.